# Éric Bachelart
Éric Bachelart (Brussel, 28 februari 1961) is een Belgisch voormalig autocoureur en vanaf 1997 eigenaar van het Conquest Racing team.

## Carrière
Bachelart startte in 1990 in het Amerikaanse Indy Lights kampioenschap. Een jaar later wint hij het kampioenschap. Hij won dat jaar vier van de twaalf races. In 1992 ging hij rijden in het Champ Car kampioenschap. Hij reed tussen 1992 en 1995 vierentwintig races in deze raceklasse. Zijn beste prestaties zijn een zevende plaats in Detroit in 1992 en een zevende plaats op het Stratencircuit van Long Beach in 1995. Hij werd achttiende in het eindstand van het kampioenschap, zijn beste resultaat.
Bachelart richtte in 1997 het Conquest Racing team op. Het nam deel aan de Indy Lights en Champ Car kampioenschappen. Momenteel neemt het team deel aan de Indy Racing League en Atlantic kampioenschappen.
1. ↑  Un nouveau châssis, ça coûte cher 2007 "Éric Bachelart, copropriétaire de Conquest Racing, explique à Radio-Canada Sports ce que représente l'arrivée du nouveau châssis Panoz pour son équipe."
2. ↑  IRL: A much closer field for 2009 1-20-2009 by Luc Fradette "Conquest Racing team boss Éric Bachelart is one of those who are optimistic and he truly believes the field will be much closer in 2009, now that teams such as his are fully up to speed."